# Saint-Jean-Pied-de-Port
Saint-Jean-Pied-de-Port (bask. Donibane Garazi) – miejscowość i gmina we Francji, w regionie Nowa Akwitania, w departamencie Pireneje Atlantyckie.
Położona nad rzeką Nive u ujścia Laurhibar. Dawna stolica polityczna i administracyjna Dolnej Nawarry, obecnie będąca ośrodkiem ekonomicznym i kulturowym Kraju Basków. Co roku jest odwiedzana przez około 55 tysięcy osób, głównie przez pielgrzymujących Francuską Drogą św. Jakuba w kierunku Santiago de Compostela.
Współpraca międzynarodowa:
- South San Francisco, USA
- Estella-Lizarra, Hiszpania